# 합죽이벌레과
합죽이벌레과(Plagiopyxidae)는 유각변형충목에 속하는 아메바류과의 하나이다. 합죽이벌레(Bullinularia gracilis) 등을 포함하고 있다.

## 하위 속
- 합죽이벌레속 (Bullinularia)
- Geoplagiopyxis
- Hoogenradia
- Paracentropyxis
- Plagiopyxis
- Planhoogenradia
- Protoplagiopyxis